# Muthaiga Country Club
De Muthaiga Country Club  is een besloten club in Nairobi, Kenia.
De club werd opgericht op de oudejaarsavond van 1913. Het was een club voor de elite van Brits-Oost-Afrika, de latere Kolonie en Protectoraat Kenia.
De club ligt ongeveer een kwartier buiten de stad. Iets verder ligt de Muthaiga Golf Club. Hier wordt jaarlijks een toernooi gespeeld van de East African Golf Tour.
Het clubhuis straalt de vooroorlogse luxe uit. Het gebouw is roze en heeft witte Dorische zuilen. Het is begroeid met Bougainvillea. Aan de muur hangen oude trofeeën van safari's. Dames mogen niet in de bar komen. Bezoekers zijn alleen welkom als ze te gast zijn van een lid.
Op 5 april 1918 kwam Denys Finch Hatton  voor het eerst op de club. Hij moest als militair naar Egypte maar keerde na de oorlog terug naar Nairobi. Hij raakte bevriend met Karen Blixen en Bror von Blixen-Finecke, haar Zweedse echtgenoot, en werd haar minnaar. Na haar echtscheiding woonden ze samen en organiseerde hij safari's.
Greg Snow was lid op deze club. Hij werd in 2010 professional.

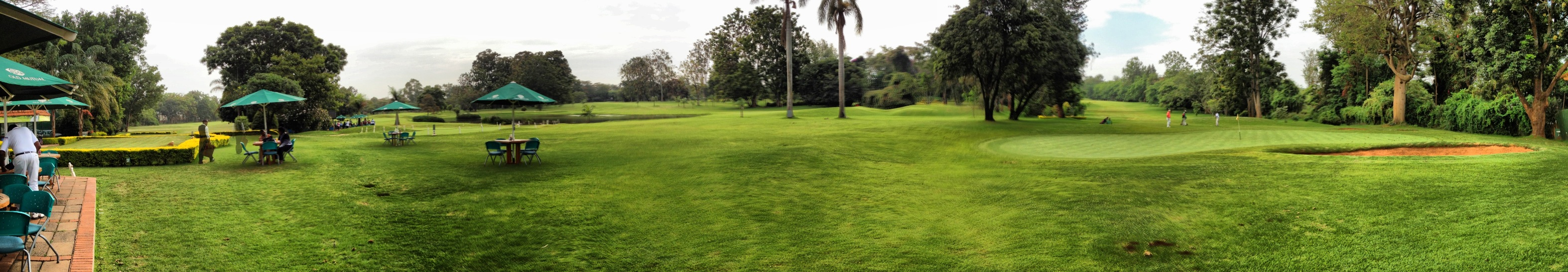
Muthaiga Country Club